# 湘南 (日本)

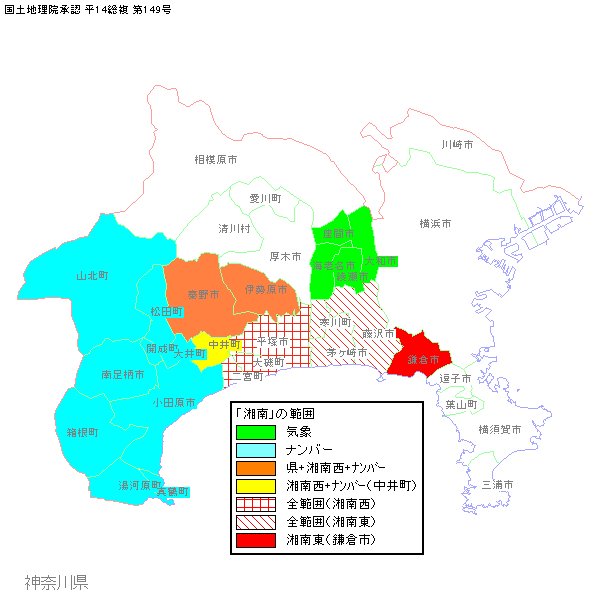
湘南範圍示意圖

湘南（日语：／ Shōnan）為日本神奈川縣內的一個地區，位於三浦半島西岸，範圍包括神奈川縣相模灣沿岸一帶。
湘南是對湘州南部地區的簡稱。
「湘南」範圍的定義有很多，但一般都指的是二宮～葉山海岸地區。這些地區有鎌倉、江之島等觀光地，在夏季吸引了眾多觀光客。加上電影、電視劇、歌曲常以此地為題材，給人以「海、太陽、青年」的印象，範圍也有擴大的傾向。

## 「湘南」的範圍
「湘南」的範圍隨著時代變化而有不同定義。

### 行政
|                               | 縣的行政區域 | 氣象區分    | 車輛號牌    |
| ----------------------------- | ------------ | ----------- | ----------- |
| 推計人口合計 （2020年9月1日） | 1,043,150人  | 1,633,655人 | 1,646,498人 |
| 平塚市                        | ○            | ○           | ○           |
| 藤澤市                        | ○            | ○           | ○           |
| 茅崎市                        | ○            | ○           | ○           |
| 秦野市                        | ×            | ×           | ○           |
| 伊勢原市                      | ×            | ×           | ○           |
| 大和市                        | ×            | ○           | ×           |
| 海老名市                      | ×            | ○           | ×           |
| 座間市                        | ×            | ○           | ×           |
| 綾瀨市                        | ×            | ○           | ×           |
| 小田原市                      | ×            | ×           | ○           |
| 南足柄市                      | ×            | ×           | ○           |
| 寒川町                        | ○            | ○           | ○           |
| 大磯町                        | ○            | ○           | ○           |
| 二宮町                        | ○            | ○           | ○           |
| 中井町                        | ×            | ×           | ○           |
| 大井町                        | ×            | ×           | ○           |
| 松田町                        | ×            | ×           | ○           |
| 山北町                        | ×            | ×           | ○           |
| 開成町                        | ×            | ×           | ○           |
| 箱根町                        | ×            | ×           | ○           |
| 湯河原町                      | ×            | ×           | ○           |
| 真鶴町                        | ×            | ×           | ○           |

### 其他
湘南市構想
平塚市、藤澤市、茅ヶ崎市、寒川町、大磯町、二宮町
平成大合併時期的合併推進圈域
湘南西圈域：平塚市、秦野市、伊勢原市、大磯町、二宮町、中井町與其周邊區域
湘南東圈域：鎌倉市、藤澤市、茅崎市、寒川町與其周邊區域
舊鎌倉湘南學區
藤澤市、茅崎市、鎌倉市、寒川町
舊鎌倉郡
現在鎌倉市全域，逗子市全域，葉山町北部，橫濱市的戶塚區、榮區、泉區全域，橫濱市的瀨谷區、港南區、金澤區、南區部分區域，藤澤市西南部（西富、大鋸、藤丘、彌勒寺、渡內、村岡東、川名、片瀨、片瀨山、片瀨目白山、片瀨海岸、江之島、大富、小塚、宮前、高谷、柄澤）。之後逗子市全域、葉山町北部相模國三浦郡與橫濱市金澤區部分地域併入武藏國久良岐郡。
舊湘南村
現在相模原市綠區小倉、葉山島兩地區。因位於「相模川」以「南」而得名，但已遠離現在所稱的湘南地域。

## 各區域的特色

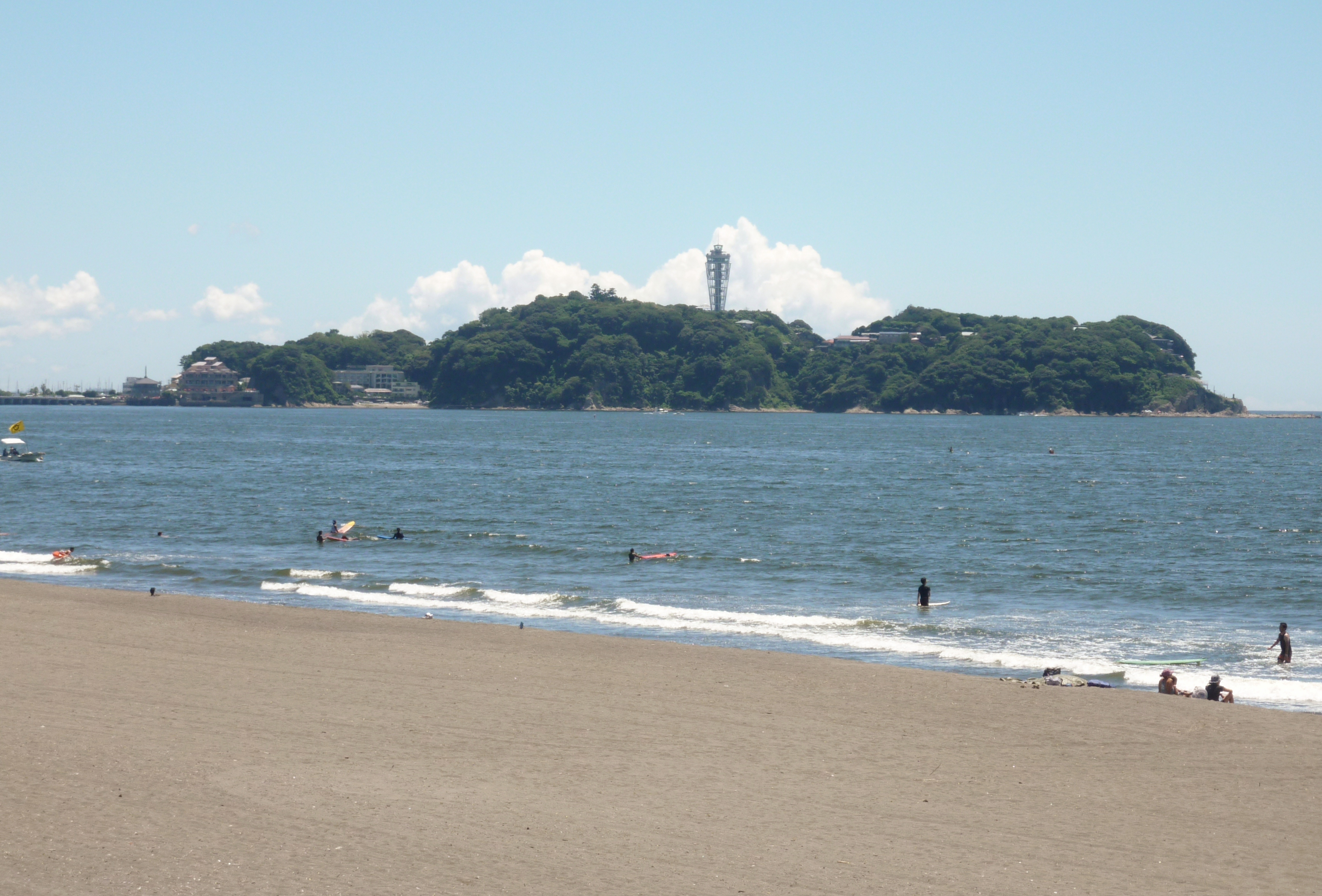
鵠沼海岸所見的江之島（藤澤市）

### 藤澤市、茅崎市
在神奈川縣的行政區域中屬於「湘南地域」。江之島與や姥島（烏帽子岩）為中心的海岸風景是「湘南」最具代表的景色。神奈川縣立湘南高等學校、私立湘南學園（幼稚園～高等學校）所在的藤澤市，其江之電沿線的鵠沼與片瀨地域可見佔地廣大的宅邸。
不過，遠離海岸的北部是與現代「湘南」印象截然不同的工業、田園地帶。無論在地理上或是氛圍，一般所稱的湘南多指東海道本線以南的沿岸地區，但在大學與不動產業者的命名策略下，該地也屬於廣義的「湘南」，或稱「新湘南」。
藤澤市北部有小田急江之島線、相鐵泉野線、橫濱市營地下鐵交會的湘南台站，往西是慶應義塾大學湘南藤澤校區與文教大學湘南校區。該站南方的六會則有日本大學湘南校區（舊稱藤澤校區），但都是位在遠離海岸的田園、丘陵地帶。
藤澤市西部、茅崎市北部有座稱作「湘南Life Town」的新市鎮，一樣不在海岸地域，而是在北部的丘陵地帶。
奠立昭和時期「湘南」意象的加山雄三成長於茅崎，而南方之星的桑田佳祐也是茅崎市出身。現在茅崎海水浴場也稱作「南方之星海灘」。
1940年（昭和15年）藤澤町與片瀨町提出合併時，片瀨町曾提出更名為「湘南市」但未實現。

### 平塚市

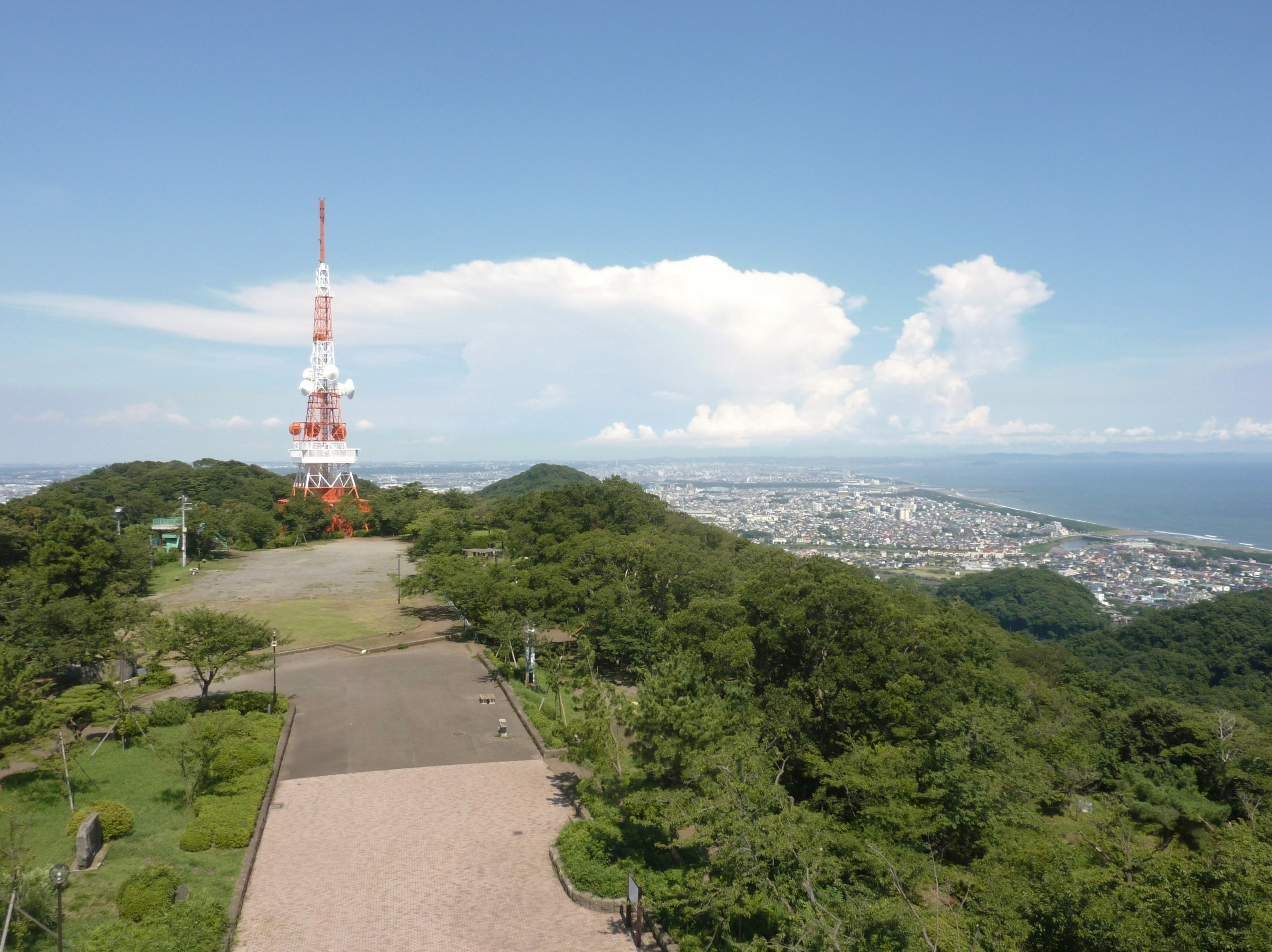
湘南平（平塚市、大磯町）

在神奈川縣的行政區域中屬於「湘南地域」，縣的派出機關「湘南地域縣政綜合中心」、發行湘南車牌的「湘南自動車檢査登錄事務所」等湘南地域管轄行政機關都聚集於此，是湘南地域的行政中心。
海岸先天陡峭，但近年也透過海岸工程開設海水浴場。能一覽相模灣的湘南平是遠眺湘南海岸的知名景點。夜景也十分著名，天氣良好時還可看到東京晴空塔，是湘南地域的約會勝地。關東三大七夕祭之一的「湘南平塚七夕祭」在7月7日前後舉行。平塚競技場是J聯盟「湘南比馬」主場。市西部有東海大學湘南校區、神奈川大學湘南平塚校區。

### 大磯町、二宮町
在神奈川縣的行政區域中屬於「湘南地域」。江戶時代，崇雪在大磯的東海道標石上刻下「著盡湘南清絕地」讚嘆美景，被視為湘南發祥之地。該石碑現在保存於城山公園內的大磯町鄉土資料館。
大磯在律令制以前是由豪族的師長（磯長）國造所支配，但在中央集權體制成形時，朝廷的渡來人移住此地，留下高麗山與高來神社等高句麗相關地名。明治以後，伊藤博文與吉田茂在此建造別墅。二宮的海水浴場狹窄，觀光集客力不高，但氣候溫暖、交通便利，也是堤義明宅邸所在地。

### 伊勢原市
在神奈川縣的行政區域中屬於「湘南地域」。位於伊勢原市山麓的大山在江戶時代又稱「湘山」「湘岳」。經濟面上與交通便利的平塚市交流密切，近年也透過小田急小田原線與國道246號加強與厚木市等縣央地域的關係。

### 秦野市
秦野市在神奈川縣的行政區域中屬於「湘南地域」，但是地處山丘圍繞的秦野盆地，與湘南海岸以大磯丘陵相隔，雙方在地理上、經濟上的交流不深。因此一般未被視作「湘南」。

### 小田原市
在神奈川縣的行政區域中不屬於「湘南地域」，但如同大磯至小田原間的西湘繞道，被稱作湘南的「西湘地域」。小田原市透過市町村合併擴大市域後，小田原沿岸成為西湘地域最大的區域。
擁有濃厚的城下町色彩，也是同時能擁抱海洋山川的旅遊地、現在小田原市的部分地域已被視為湘南的一部分。
小田原市國府津地區在昭和29年以前為國府津町。國府津地區與湘南的大磯町、二宮町同屬大磯丘陵，是明治時代湘南典型的「山川交織的相模川以西地域」。
明治時期，大隈重信、大鳥圭介、加藤泰秋等華族與政財界人士皆在國府津面海丘陵地打造別墅。包含德川慶喜、西園寺公望以及許多文人都曾來此拜訪。
國鐵時代，國府津機關區電車基地配有湘南電車。該電車塗裝使用的綠橘配色也被稱作「湘南色」。

### 鎌倉市、逗子市、葉山町

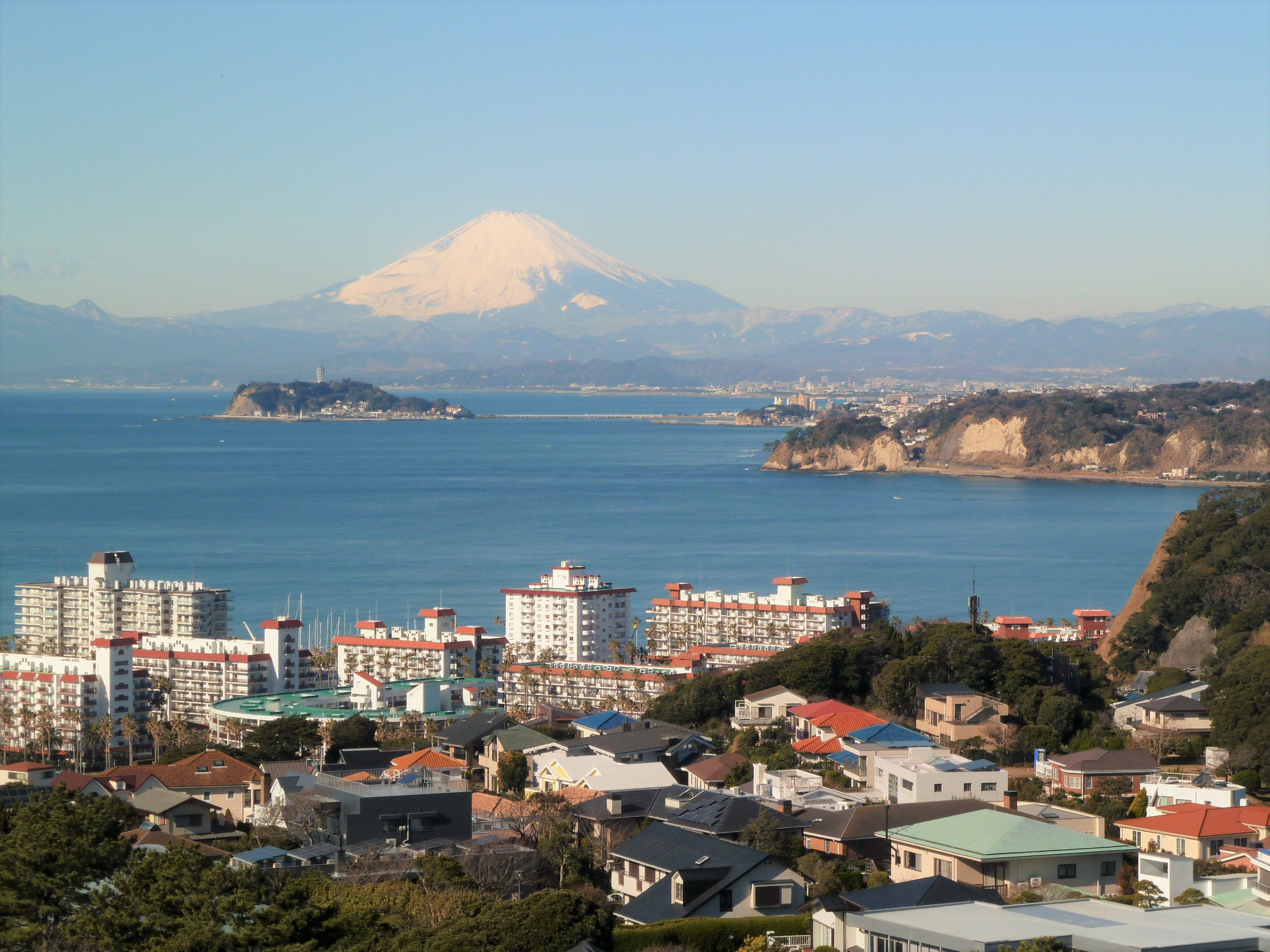
披露山公園（逗子市）

在神奈川縣的行政區域中不屬於「湘南地域」，而是屬於「橫須賀三浦地域」。現在逗子市域在昭和初期有湘南電氣鐵道運行。擁有強烈「湘南」印象的石原裕次郎在9歲開始居住於逗子市。由於有強烈的「歷史之街」與「御用邸」等印象，因此通常獨立稱為「鎌倉」、「逗子」、「葉山」。

### 橫須賀市、三浦市

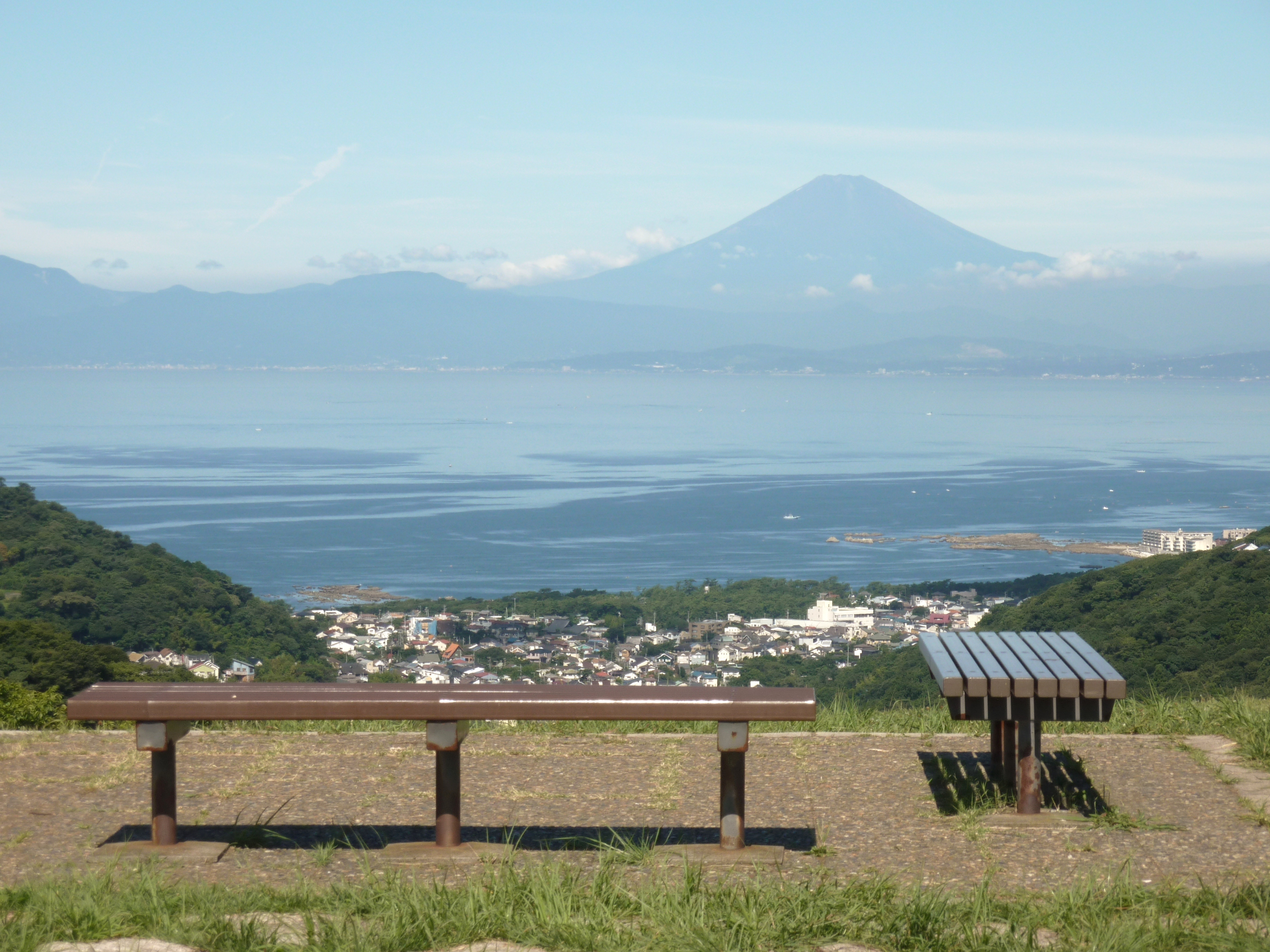
湘南國際村（葉山町、橫須賀市）

在神奈川縣的行政區域中不屬於「湘南地域」，而是屬於「橫須賀三浦地域」。橫須賀市中心位於東京灣岸，不符合湘南的基本定義「相模灣沿岸」。經濟活動上也與橫濱較為密切。秋谷海岸等面相模灣的橫須賀市與三浦市西部，近年也逐漸出現以「湘南」為訴求的住宅區。此地也可看見湘南鷹取、湘南國際村、湘南信用金庫、橫須賀市中心的湘南學院高等學校等相關地名及企業名、昭和初期還有湘南電氣鐵道運行。日本職棒橫濱海灣之星二軍在2000年至2010年球季稱為「湘南海王」（湘南シーレックス），主場位於橫須賀。

### 南足柄市與足柄上郡、足柄下郡
南足柄市、足柄上郡、足柄下郡在神奈川縣的行政區域中不屬於「湘南地域」，而是屬於「西湘地域」。一般來說與「湘南」無關，但汽車車牌屬「湘南號碼」。

### 相模原市
在神奈川縣的行政區域中不屬於「湘南地域」，而是屬於「縣央地域」。市內城山町小倉、城山町葉山島兩地區在過去屬於湘南村。湘南村是在1889年由舊小倉村與舊葉山島村合併成立，1955年與舊川尻村、舊三澤村合併後改為舊城山町。2007年，舊城山町與舊藤野町併入相模原市至今。舊村名的由來是「位於被文人稱作湘江的相模川南側」。現在該地名還保留於1906年創立的城山町小倉小學校名。

### 大和市、海老名市、座間市、綾瀨市
大和市、海老名市、座間市、綾瀨市在神奈川縣的行政區域中不屬於「湘南地域」，而是屬於「縣央地域」。一般來說與「湘南」無關，僅被列入氣象預報區的二次細分區域「湘南」地區。

### 厚木
厚木市在神奈川縣的行政區域中不屬於「湘南地域」，而是屬於「縣央地域」。一般來說與「湘南」無關，但是是湘南比馬的主場地之一。

## 湘南为舞台的作品

### 小説
- 湘南探偵物語 - 喜多嶋隆著
- 十津川警部 湘南アイデンティティ - 西村京太郎著
- 湘南人肉医 - 大石圭著
- 湘南ランナーズ・ハイ - 倉阪鬼一郎著
- 青春ブタ野郎シリーズ-鴨志田一著
- 風の靴 - 朽木祥著
- スープの国のお姫様 -樋口直哉
- 古書堂事件手帖 - 三上延著

### 漫画
- 荒くれKNIGHT（日语：荒くれKNIGHT） - 吉田聡著
- 海街diary - 吉田秋生著
- ケンコー全裸系水泳部 ウミショー（日语：ケンコー全裸系水泳部 ウミショー） - はっとりみつる著
- SURF SIDE HIGH-SCHOOL（日语：SURF SIDE HIGH-SCHOOL） - 澤井健著
- GTO SHONAN 14DAYS - 藤沢とおる著
- 湘南グラフィティ（日语：湘南グラフィティ） - 吉田聡著
- 湘南爆走族 - 吉田聡著
- 湘南純愛組!（日语：湘南純愛組!） - 藤沢とおる著
- 侵略!イカ娘（日语：侵略!イカ娘） - 安部真弘著
- SLAM DUNK - 井上雄彦著
- 辻堂さんの純愛ロード（日语：辻堂さんの純愛ロード） - 黒柾志西著
- とめはねっ! 鈴里高校書道部（日语：とめはねっ! 鈴里高校書道部） - 河合克敏著
- なぎさMe公認（日语：なぎさMe公認） - 北崎拓著
- ピンポン（日语：ピンポン (漫画)） - 松本大洋著
- ラヴァーズ・キス（日语：ラヴァーズ・キス） - 吉田秋生著
- 陸上防衛隊まおちゃん（日语：陸上防衛隊まおちゃん） - 赤松健著
- ハナヤマタ　–　浜弓場双著
- 神奈川ナンパ系ラブストーリー（日语：神奈川ナンパ系ラブストーリー）-真崎聡子

### 动画
- TARI TARI（2012年）
- 钓球 (2012年)
- 青春豬頭少年系列（2018年）

### 游戏
- THE ロボットつくろうぜっ! 激闘!ロボットファイト
- 辻堂さんの純愛ロード
- 月の彼方で逢いましょう

### 电影
- 一番美しく - 黒澤明監督
- 稲村ジェーン - 桑田佳祐監督
- 波の数だけ抱きしめて - 馬場康夫監督

### 備註
1. ↑  神奈川縣派出機關「湘南地域縣政綜合中心 （页面存档备份，存于）」管轄區域。
2. ↑  橫濱地方氣象台的二次細分區域。横浜地方気象台市町村別区域一覧[]
3. ↑  關東運輸局神奈川運輸支局派出機關「湘南自動車檢査登錄事務所」的管轄區域。
4. ↑  原先以2005年合併為目標，但在自治體首長政權交替後廢除。
5. ↑  神奈川縣市町村合併推進時稱作「圈域」。
6. ↑  中井町與縣西圈域重複。
7. ↑  鎌倉市與三浦半島圈域重複。
8. ↑  縣立高校的學區。1981年學區細分化後分成「鎌倉藤澤學區」與「茅崎學區」，2005年廢除縣立高校學區。目前僅保留於地區校長會及部活動分區。
9. ↑  「おぐら」。郵遞區號220-0115。
10. ↑  「はやまじま」。郵遞區號220-0114。

## 外部連結
- iSHONAN 湘南情報 （页面存档备份，存于）
- 湘南Clip （页面存档备份，存于）
- Hanami Web - Shonan